# Лінкольн Енріке Олівейра дос Сантос
Лінкольн Енріке Олівейра дос Сантос (порт. Lincoln Henrique Oliveira dos Santos, нар. 7 листопада 1998) — бразильський футболіст, півзахисник турецького клубу «Фенербахче».

## Клубна кар'єра

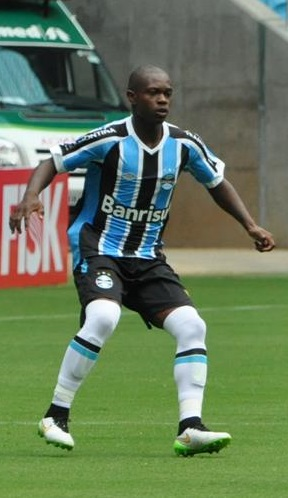
Лінкольн під час виступів за «Греміо». 2015 рік.

Народився 7 листопада 1998 року. Вихованець футбольної школи клубу «Греміо». Дебютував за основну команду 31 січня 2015 року у першому турі Ліги Гаушу проти клубу «Уніан Фредерікенсе» (3:0) у віці 16 років і 86 днів. Майже через чотири місяці Лінкольн забив свій перший гол на дорослому рівні, відзначившись на 48-й хвилині у грі першого етапу Кубка Бразилії проти команди Кампіненсе у віці 16 років і 159 днів, а 10 травня 2015 року в матчі першого туру бразильської Серії А проти «Понте-Прети» півзахисник дебютував і у вищому дивізіоні Бразилії. В результаті тодішній головний тренер клубу Луїс Феліпе Сколарі назвав молодого гравця «Карбонадо» (порт. Чорний діамант), а пізніше в жовтні 2015 року газета The Guardian включила його до 50 найкращих молодих гравців світового футболу 2015 року.
Усього за три роки Лінкольн провів за «Греміо» 58 матчів у чемпіонатах Бразилії та штату, в яких забив три голи, але так і не вийшов на очікуваний рівень, через що влітку 2017 року був відданий в оренду команді другого турецького дивізіону «Чайкур Різеспор» на один сезон. Там бразилець забив 3 голи у 18 іграх чемпіонату і допоміг клубу виграти Першу лігу та вийти до Суперліги. Після цього турецький клуб був зацікавлений у підписанні гравця на постійній основі, але сторони не зійшлись у сумі трансферу.
Повернувшись до рідного клубу, у серпні 2018 року Лінкольн зіграв один матч за першу команду в чемпіонаті, а також кілька ігор за молодіжну команду U-23, після чого Лінкольн у вересні 2018 року був відданий в оренду до кінця сезону 2018 року у інший місцевий клуб «Америка Мінейру». Там півзахисник теж не зумів заграти, провівши лише три гри, а його команда вилетіла з Серії А.

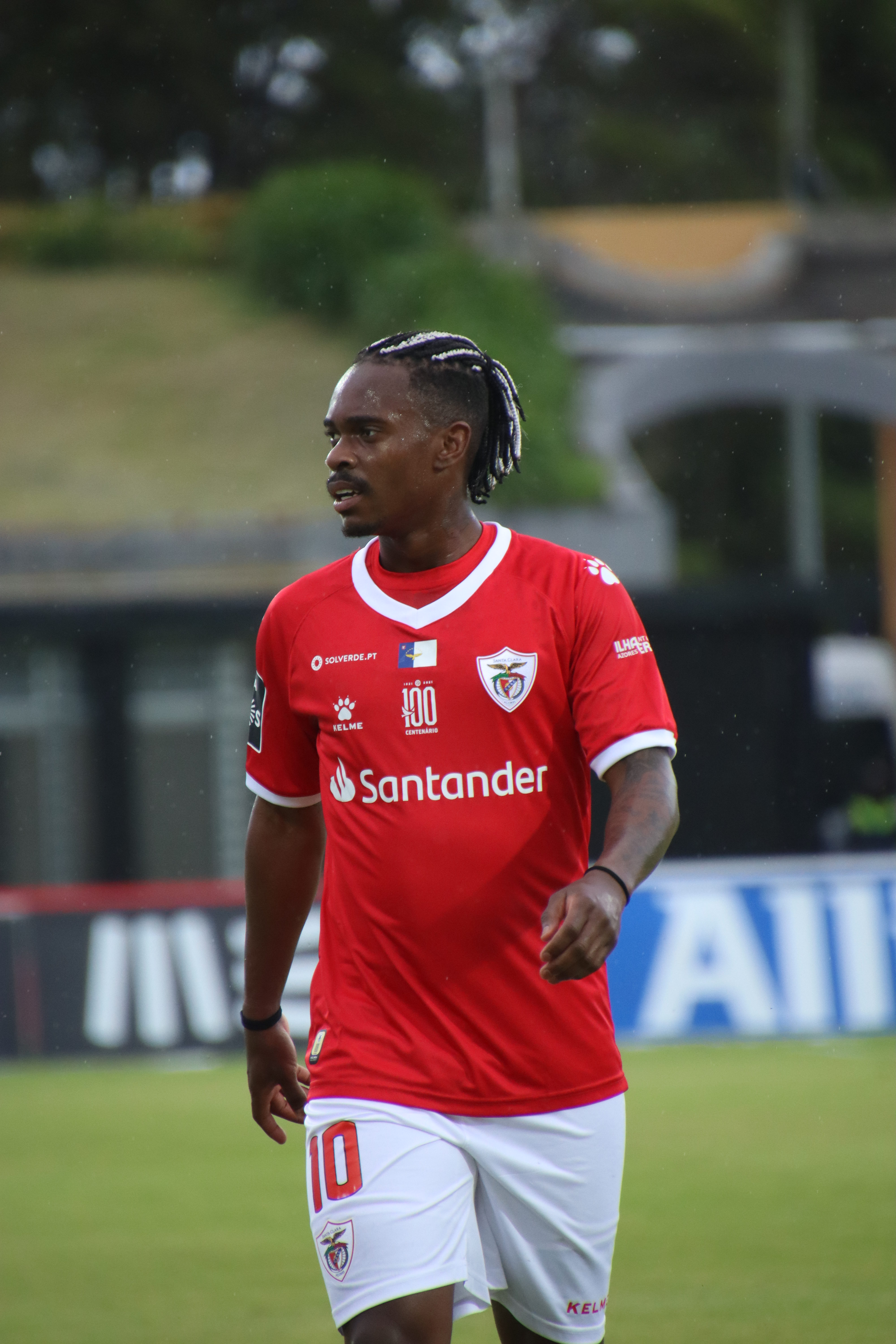
Лінкольн під час виступів за «Санта-Клару». 2021 рік.

Наступного року Лінкольн тренуватися з основною командою «Греміо», але лише двічі вийшов на заміну в матчах чемпіонату штату в сезоні 2019 року, і в кінцевому підсумку був безкоштовна відданий в португальський клуб «Санта-Клара», при цьому бразильський клуб зберігав двадцять відсотків економічних прав на спортсмена. У новій команді бразилець швидко став ключовим гравцем команди, за що він також неодноразово нагороджувався званням найкращого гравця матчу. Протягом трьох сезонів він провів понад 100 матчів за клуб з Азорських островів у чемпіонаті і кубку країни, забивши 9 голів і віддавши 19 результативних передач, а також у деяких матчах був капітаном команди.
Влітку 2022 року Лінкольн перейшов у турецьке «Фенербахче», підписавши із стамбульцями чотирирічну угоду.

## Виступи за збірні
2013 року дебютував у складі юнацької збірної Бразилії (U-15), з якою брав участь у юнацькому чемпіонаті Південної Америки серед 15-річних у Болівії, де зіграв в усіх 4 іграх, але бразильці несподівано не вийшли з групи. За два роки Лінкольн у складі збірної до 17 років взяв участь у юнацькому чемпіонаті Південної Америки в Парагваї, забивши 2 голи у 8 іграх, і допоміг команді виграти золоті нагороди. Цей результат дозволив команді кваліфікуватись на юнацький чемпіонат світу, що пройшов того ж року у Чилі. Там Лінкольн зіграв у 4 матчах, забив 1 гол, а бразильці у чвертьфіналі вилетіли від майбутнього переможця турніру, збірної Нігерії. Загалом на юнацькому рівні взяв участь в 11 іграх, відзначившись 3 забитими голами.

## Титули і досягнення
- Володар Кубка Бразилії (1):

«Греміо»: 2016
- Володар Кубка Туреччини (1):

«Фенербахче»: 2022-23